# Michele Ferrucci
Michele Ferrucci (Lugo, 29 settembre 1801 – Pisa, 27 dicembre 1881) è stato un latinista ed epigrafista italiano.

## Biografia

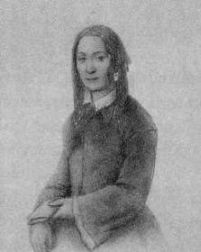
Caterina Franceschi, moglie di Ferrucci

Nato nel 1801 a Lugo, in provincia di Ravenna, fratello dell’erudito e bibliotecario Luigi Crisostomo Ferrucci, studiò matematica e fisica nella città natale e poi umanità e retorica nel seminario di Faenza.
Ventenne, si trasferì a Bologna per seguire gli studi universitari. Nell'ateneo felsineo ebbe come insegnanti, tra gli altri, il linguista e futuro cardinale Giuseppe Gaspare Mezzofanti, il letterato Giambattista Grilli Rossi e, soprattutto, l'epigrafista Filippo Schiassi  con il quale strinse un rapporto di particolare amicizia e collaborazione.
Fin da giovane Ferrucci si segnalò per la padronanza della lingua latina e per la singolare abilità nel comporre epigrafi.
Dal 1824, per due anni, insegnò umane lettere nel seminario di Macerata e nella stessa città marchigiana conobbe Caterina Franceschi, una giovane colta, studiosa della lingua e letteratura latina, destinata a divenire valente scrittrice e poetessa, che poi sposò nel 1827 e dalla quale avrà due figli: Antonio (1829) e Rosa (1835). Nel medesimo anno, 1827, divenne professore sostituto nell'Università di Bologna.
Il 19 febbraio 1832 divenne socio dell'Accademia delle scienze di Torino.
La sua partecipazione, in realtà limitata alla composizione e diffusione di alcune epigrafi latine, ai moti del 1831, pregiudicò la sua carriera accademica: con il ritorno del governo pontificio, fu allontanato dall'insegnamento che poté riprendere temporaneamente solo dopo avere ritrattato le sue idee e successivamente gli fu rifiutata la cattedra di archeologia.
L'increscioso episodio spinse Ferrucci a cercare altrove una nuova sistemazione: nel 1836, favorito dall'interessamento del conte di Cavour, si trasferì con la moglie a Ginevra ove gli fu affidato l'insegnamento di letteratura latina nella locale Accademia. Dopo qualche anno, desiderando tornare in Italia, fallito il tentativo di rientrare nello Stato Pontificio, ottenne nel 1843 l'incarico di insegnare storia e archeologia nell'Università di Pisa e, dal 1845 nello stesso ateneo, anche quello di lettere greche e latine.

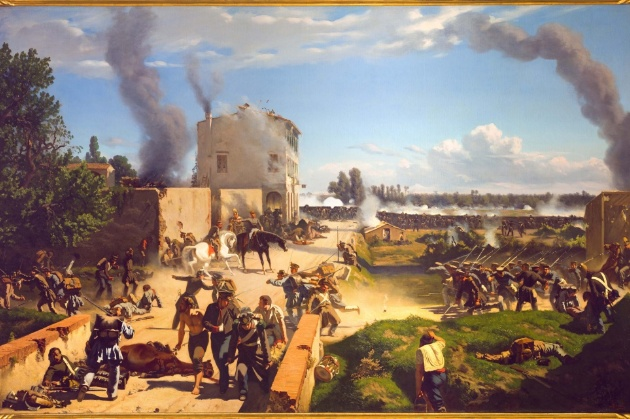
1848: battaglia di Curtatone e Montanara

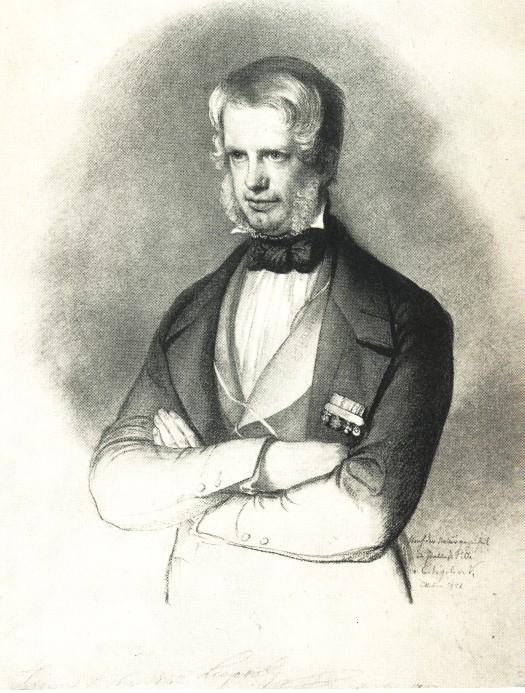
Il granduca Leopoldo II di Toscana

Nel 1848 Ferrucci, insieme con altri esponenti del neoguelfismo, salutò con entusiasmo l'elezione al soglio pontificio di Pio IX, visto da molti come portatore di idee nuove e liberali. Nello stesso anno si arruolò, insieme con il figlio Antonio, con i volontari toscani per la prima guerra d'indipendenza. Con il grado di capitano partecipò alla battaglia di Curtatone ove ottenne una medaglia d'oro., Dopo la guerra, nel clima di restaurazione successivo, riuscì a mantenere l'insegnamento e, mentre alcuni professori che avevano manifestato idee liberali e democratiche furono allontanati dalle cattedre, Ferrucci ottenne anche quella di letteratura italiana e la direzione della biblioteca.
Nel 1859, nell'imminenza della seconda guerra d'indipendenza, dopo la partenza da Firenze del granduca Leopoldo II e l'insediamento del governo provvisorio, l'Università pisana venne riorganizzata: Ferrucci mantenne soltanto l'insegnamento della letteratura latina e la direzione della biblioteca, ma continuò ad insegnare fino al termine della sua vita.
Morì ottantenne a Pisa nel 1881 e il giorno successivo al decesso fu sepolto nel locale cimitero. Tenne l'orazione funebre il collega Ferdinando Ranalli, scrittore e professore di letteratura italiana e storia.
Qualche anno prima Ferrucci aveva donato all'ateneo della città il suo carteggio che raccoglie lettere autografe, indirizzate a lui o alla moglie Caterina, di personaggi quali Leopardi, Manzoni e Foscolo.
Dopo la sua morte, il figlio Antonio, con il consenso della madre, donò all'Università anche la biblioteca paterna, ricca di circa cinquemila volumi.

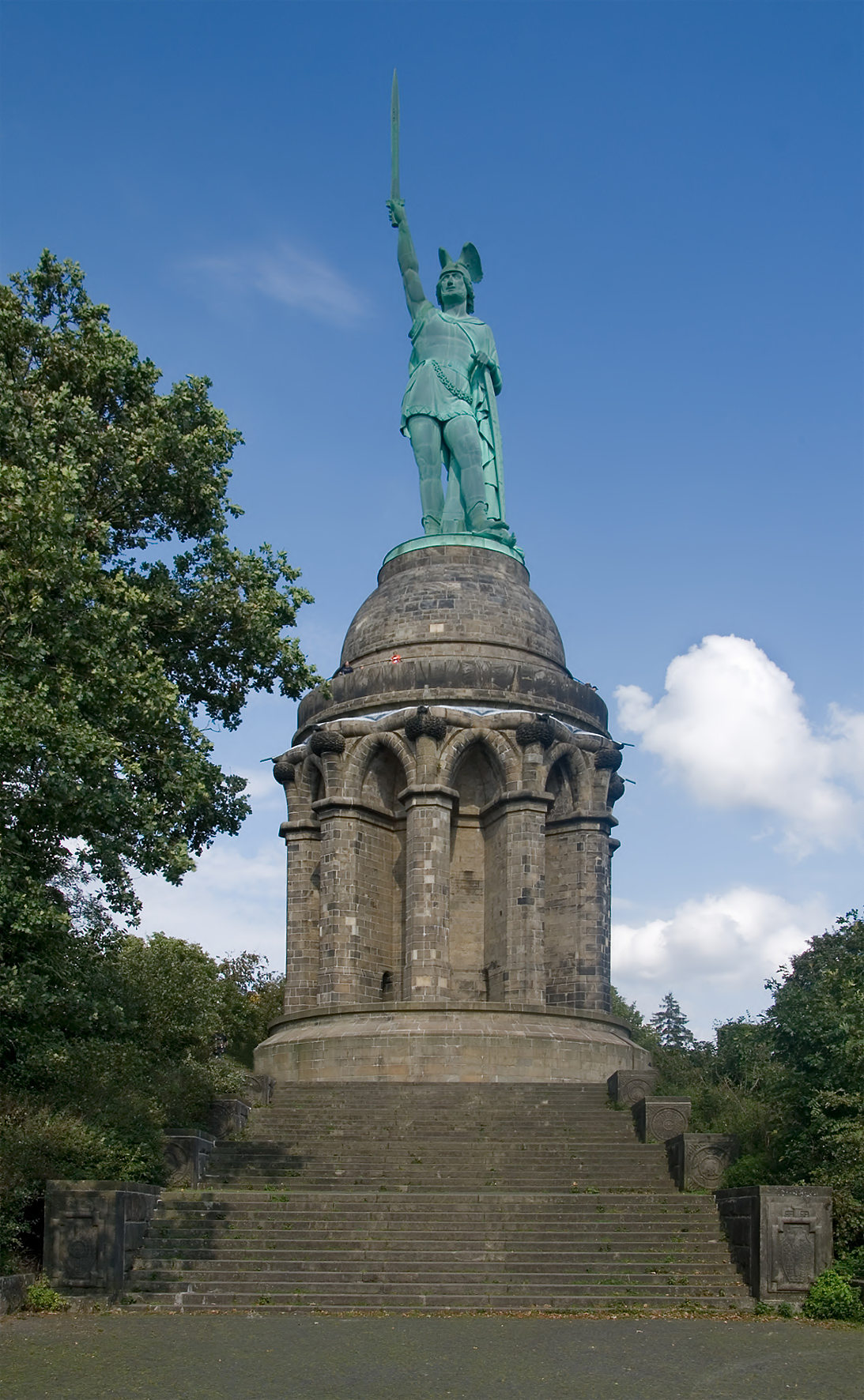
Il monumento ad Arminio a Detmold

### L'iscrizione per il monumento ad Arminio
Ferrucci compose numerose iscrizioni per personaggi storici o coevi. Suscitò qualche polemica quella composta per Arminio, l'eroe germanico che aveva sbaragliato le legioni romane nella foresta di Teutoburgo, posta nel monumento (l'Hermannsdenkmal), eretto a Detmold nella Renania Settentrionale-Vestfalia, realizzato a partire dal 1838 e inaugurato nel 1875.
I nazionalisti italiani accusarono Ferrucci di aver composto i distici dopo il 1870, per compiacere la Prussia, al culmine della sua potenza militare. I versi, in realtà, erano stati scritti almeno trent'anni prima, nel 1840, durante il suo soggiorno a Ginevra, quando insegnava letteratura latina nell'Accademia della città.

### Il salotto letterario dei Ferrucci
Ferrucci, uomo tollerante, di buon carattere e amante della conversazione, insieme con la moglie Caterina che, come già detto, era una donna colta, scrittrice e poetessa, durante il lungo soggiorno pisano, organizzarono nella loro abitazione un salotto letterario al quale partecipavano intellettuali della città e personaggi illustri che si trovavano in Toscana.

## Opere
- Inscriptiones pro funere instaurato Thomae Aurelii Vasconi et ellogium eius, Bononiae, ex Typographeo Socc. A Vulpe, [1835?].
- De antiquitatis scientia in veteri lyceo magno pisano illustrata provecta, Pisis, ex Officina Nistriana, 1855.
- Inscriptiones prostantes Florentiae in hypogeo mausolei medicei, Pisis, ex Officina Nistriana, 1858.
- Discorso letto nel camposanto di Pisa dal prof. bibliotecario Michele Ferrucci il dì 22 aprile 1860 quando le catene del porto pisano tolte dai genovesi vincitori alla Meloria venivano restituite e quivi solennemente collocate, Pisa, Tipografia Nistri, 1860. Testo consultabile in Googli Libri Archiviato il 7 ottobre 2019 in Internet Archive..
- Iosephus Mezzofantus, Pisis, ex Officina Nistriana, [1862?].
- De laudibus Leopoldi Pillae, Pisis, ex Officina Pieracciniana, 1862.
- Pel terzo anniversario secolare della nascita di Galileo Galilei celebrato in Pisa il 18 febbraio 1864, Pisa, Tipografia Nistri, 1864.
- De' singolari meriti di Cicerone nella lingua ed eloquenza latina, Pisa, Tipografia Nistri, 1867. Testo consultabile in Google Libri.
- Michaelis Ferruccii De Philippi Schiassii in latine scribendo praestantia sermo habitus in academia pisana, Pisis, ex Officina Nistriana, 1870.
- Ad Alexandrum D'Ancona quo die Adelaidillam Nissim uxorem ducebat Michael Ferruccius gratulabundus..., Pisis, [s.n.], 1871.
- Inscriptiones pro funere Ioannis Pauli Savi v.c. et ellogium eius, Pisis, ex Officina Nistriana, 1871.
- Inscriptiones in funere Aloisii Della Fanteria archipresb. Templi Primatis Pisani et ellogium eius, [S.l., s.n., 1872?].
- Relazione sulla biblioteca della R. Università di Pisa, Pisa, Tipografia Nistri, 1872.
- Ad Angelam Bartolomeiam Aloisio Tortolinio I. U. D. fauste feliciter nubentem, Pisis, ex Officina Nistriana, 1873.
- Tibi Guido Ranalli quo die Adelaidillam Marconiam in matrimonium ducis Michael Ferruccius gratulor animo libens et plaudo, Pisis, ex Officina Nistriana, [1873?].
- Clarissimi Botanices cultoribus Florentiae sollemnis conventus caussa consistentibus quo die Academiam Pisanam praesentia sua honestaverunt, Pisis, ex oOfficina Nistriana, [1874].
- Inscriptio pro sepulcro Caietani Fantonii et elogium eius, Pisis, ex Typographeo T. Nistri et socior, 1877.
- In funere regis Italiae Victorii Emmanuelis II, p. f. aug. patris patriae. Elegia, Pisis, ex Officina Nistriana, 1878.
- Lettere cinque del commendatore Michele Ferrucci al professore Silvestro Gherardi edite per la prima volta, Faenza, Stab. Tipo-Litografico Pietro Conti, 1888.

Ferrucci, inoltre, collaborò con lo Schiassi, che fu suo insegnante nell'Università di Bologna, al rifacimento dell'importante lavoro di lessicografia di Stefano Antonio Morcellini. L'opera, inizialmente composta da tre volumi, fu integrata da un quarto pubblicato nel 1843:
- Lexicon epigraphicum morcellianum, 4 voll., Bononiæ, ex Officina Annesii Nobilii et soc, 1835-1843.